# Donna Williams

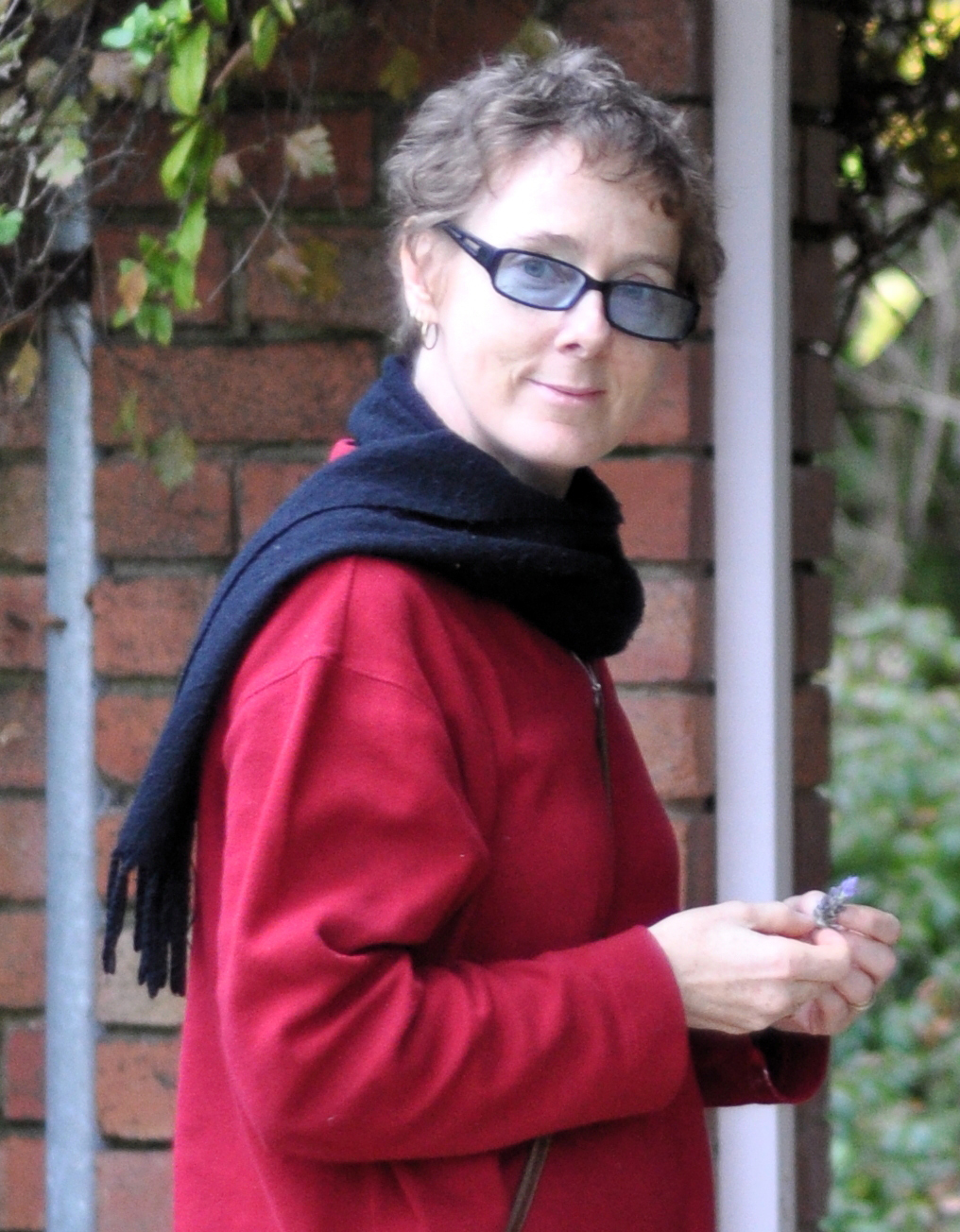
Donna Williams (2011)

Donna Leanne Williams, geborene Keene, verheiratete Samuel (* 13. Oktober 1963 in Melbourne; † 22. April 2017 in Australien) war eine australische Schriftstellerin und Künstlerin. Sie war High-Functioning Autist.

## Leben und Werk
Ihr erstes Buch Ich könnte verschwinden, wenn du mich berührst ist ein autobiographisches Werk, in dem Donna Williams ihre Lebensgeschichte von ihrer Kindheit bis zu ihrer Studienzeit erzählt. Das Buch wurde 1992 in Großbritannien veröffentlicht. Es wurde in zwanzig Sprachen übersetzt und ein weltweiter Bestseller.
In ihrem zweiten autobiographischen Buch Wenn du mich liebst, bleibst du mir fern berichtete Donna Williams, wie sie ihre autistischen Eigenheiten in den Griff bekam und ein eigenständiges Leben in Großbritannien begann.
Ein weiteres Thema der Bücher ist ihre von Gewalt und Missbrauch geprägte Kindheit. 
Ihr Autismus-Experte bezweifelte 2010 die These, Williams habe eine Dissoziative Identitätsstörung.
Am 9. Dezember 2000 heiratete sie Chris Samuel. Sie lebte mit ihm in Australien. Im Juni 2011 entdeckte sie, dass sie Brustkrebs hatte. Am 22. April 2017 starb sie an Brustkrebs.

## Werke auf Deutsch
- Ich könnte verschwinden, wenn du mich berührst. Erinnerungen an eine autistische Kindheit. Hoffmann und Campe, Hamburg 1992 (und weitere Auflagen), ISBN 3-455-08440-0.
- Wenn du mich liebst, bleibst du mir fern. Eine Autistin überwindet ihre Angst vor anderen Menschen. Hoffmann und Campe, Hamburg 1994, ISBN 3-455-08601-2.